# Дламини, Мабандла
Принц Мабандла Ндавомбили Фред Дламини (англ. Mabandla Ndawombili Fred Dlamini; 1 ноября 1930, Свазиленд — июнь 2025) — свазилендский государственный деятель, премьер-министр Свазиленда (23 ноября 1979 — 25 марта 1983).
Представитель королевской семьи. Прежде чем стать премьер-министром, руководил сахарными плантациями.
В 1972 году был избран в Палату собрания от оппозиционного Национально-освободительного конгресса Нгване (Эсватини). В 1973 году все партии были запрещены королём Собузой II.
После смерти премьера Мафеву Дламини был назначен королём Собузой II и 23 ноября 1979 года занял пост премьер-министра Свазиленда. До 1980 года поддерживал политику правительства Собузы II.
В 1980 году освободил из тюрем некоторых политических заключённых и выступал за прогрессивные изменения в общественной жизни и борьбу с коррупцией в стране. Нажил себе дополнительных врагов своим критическим отношением к Южной Африке в отношении политики апартеида. Во время его правления отношения с Южной Африкой охладились. В августе 1982 года, после смерти короля, регентство перешло к Дзеливе, с которой он вступил в конфликт. Поскольку страна экономически сильно зависела от своего крупного соседа Южной Африки и после пограничного конфликта с ней был отстранён от власти консервативными членами политической элиты и заменён Бхекимпи Дламини.
Позже был вынужден эмигрировать из страны.
Скончался в июне 2025 года в возрасте 94 лет.